# Голуб, Фёдор Яковлевич
Федор Яковлевич Голуб (1903, село Белозерка Херсонского уезда Херсонской губернии — 3 сентября 1937, город Киев) — советский государственный, комсомольский и партийный деятель, председатель Одесского облисполкома. Кандидат в члены ЦК КП(б)У в июне 1930 — январе 1932 г. Член ЦК КП(б)У в январе 1932 — марте 1937 г.

## Биография
Родился в феврале 1903 года в семье крестьянина-бедняка. В 1919 году окончил три класса Херсонского высшего начального училища. В январе — августе 1919 г. — член артели Белозерской трудовой школы. В августе 1919 — феврале 1920 г. — на сельскохозяйственных работах в хозяйстве деда и в наймах у зажиточных крестьян. В 1920 году вступил в комсомол.
В феврале — сентябре 1920 г. — секретарь Белозерской волостной ячейки Коммунистического союза молодежи Украины.
Член РКП(б) с августа 1920 года.
В сентябре 1920 — апреле 1921 г. — секретарь Белозерского волостного комитета КП(б)У Херсонского уезда. В мае 1921 — ноябре 1922 г. — заведующий агитационно-пропагандистского отдела и секретарь Станиславского волостного комитета КП(б)У Херсонского уезда.
В ноябре 1922 — августе 1923 г. — секретарь Херсонского районного комитета КП(б)У. В сентябре 1923 — мае 1924 г. — секретарь Качкаревского районного комитета КП(б)У Херсонского округа. В мае — октябре 1924 г. — инструктор Херсонского окружного комитета КП(б)У.
В октябре 1924 — июне 1925 г. — ответственный секретарь Херсонского окружного комитета комсомола (ЛКСМУ). В июле 1925 — декабре 1926 г. — ответственный секретарь Олешкинского районного комитета КП(б)У Херсонского округа. В январе — августе 1927 г. — ответственный секретарь Полтавского окружного комитета комсомола (ЛКСМУ).
В ноябре 1929 — декабре 1930 г. — инструктор, заместитель заведующего организационным отделом ЦК КП(б)У. В декабре 1930 — январе 1932 г. — заведующий агитационно-массового отдела ЦК КП(б)У.
В январе — октябре 1932 г. — 2-й секретарь Харьковского областного комитета КП(б)У. В ноябре 1932 — сентябре 1933 г. — 2-й секретарь Одесского областного комитета КП(б)У.
В сентябре 1933 — декабре 1935 г. — председатель исполнительного комитета Одесского областного совета. В октябре 1935 — феврале 1937 г. — 2-й секретарь Одесского областного комитета КП(б)У.
26 января—10 февраля 1934 года делегат XVII съезда ВКП(б) с решающим голосом.
17 февраля 1937 года арестован. 3 сентября 1937 года расстрелян в Киеве.